# Hattuarie

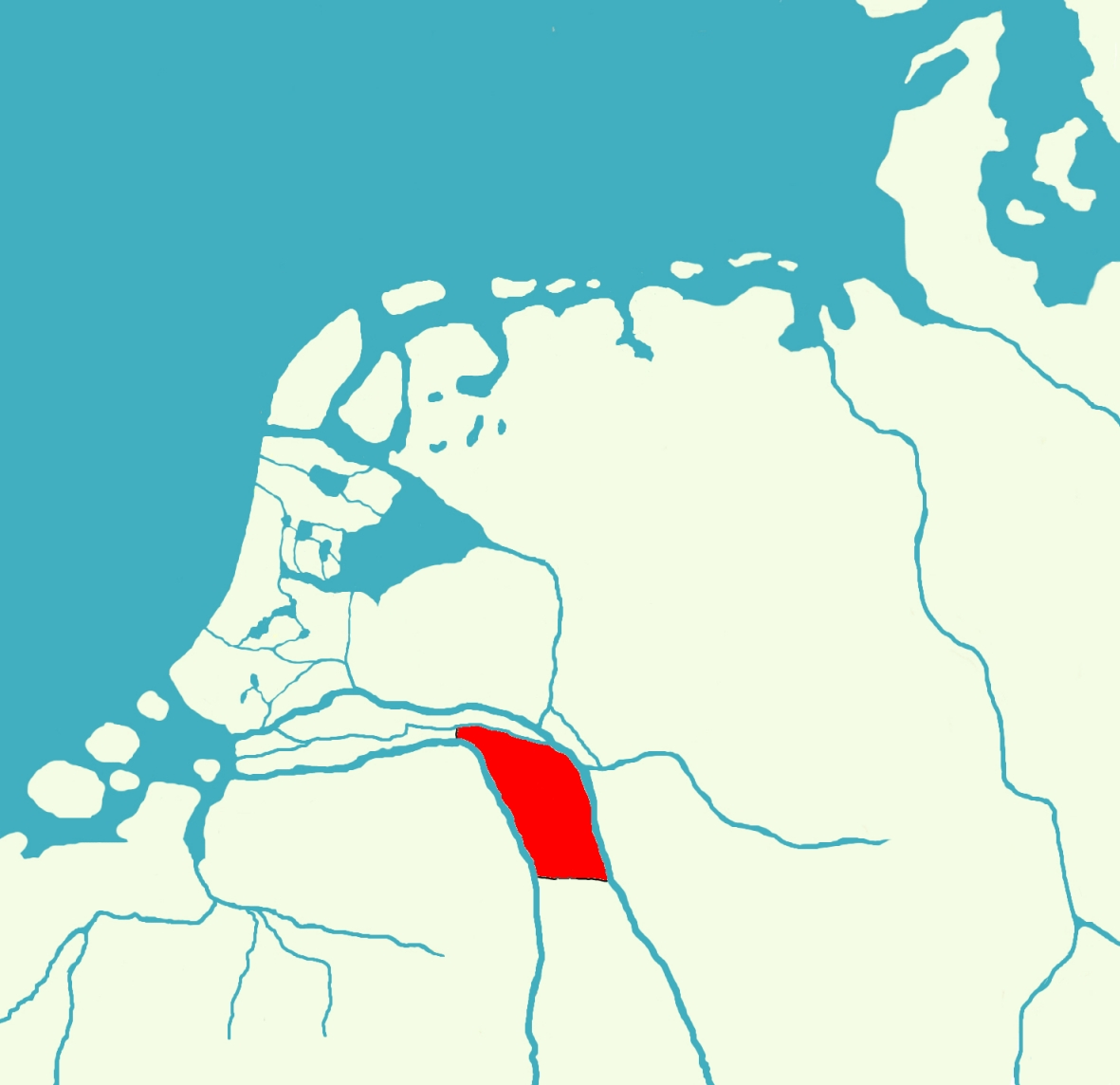
Situation de l'Hattuarie

L'Hattuarie était un pagus (latin) ou gau (germanique) de l'Empire franc situé entre les cours inférieurs du Rhin et de la Meuse, de part et d'autre de la Niers. Ce territoire se partageant actuellement entre l'Allemagne et les Pays-Bas est notamment occupé par les villes de Geldern, Xanten et Gennep. Au sud se trouvait le Mühlgau. Son nom provient des Hattuaires, peuple du groupe des Francs ripuaires ayant occupé l'Hattuarie à partir du IVe siècle,.
L'Hattuarie est mentionnée dans le traité de Meerssen (870).